# الصنافين البحرية
قرية الصنافين البحرية هي إحدى القرى التابعة لمركز منيا القمح في محافظة الشرقية في جمهورية مصر العربية. حسب إحصاءات سنة 2006، بلغ إجمالي السكان في الصنافين البحرية 10678 نسمة، منهم 5406 رجل و5272 امرأة.

## التاريخ
قرية الصنافين البحرية من القرى القديمة، حيث وردت باسم «الصنفين» في أعمال الشرقية ضمن قرى الروك الصلاحي التي أحصاها ابن مماتي في كتاب قوانين الدواوين، كما وردت باسم «الصنفين» في أعمال الشرقية ضمن قرى الروك الناصري التي أحصاها ابن الجيعان في كتاب «التحفة السنية بأسماء البلاد المصرية». وفي العصر العثماني ورد اسمها في التربيع العثماني الذي أجراه الوالي العثماني سليمان باشا الخادم في عصر السلطان العثماني سليمان القانوني ضمن قرى ولاية الشرقية، وفي تاريخ 1228هـ/1813م الذي عدّ قرى مصر بعد المسح الذي قام به محمد علي باشا باسم «الصنافين» ضمن قرى مديرية الشرقية، وفي سنة 1353هـ/1934م تم تقسيم القرية إلى الصنافين القبلية والبحرية.